# Karin Goldmann
Karin Goldmann (geboren 1958 in Frankfurt) ist eine deutsche Juristin, Richterin und Gerichtspräsidentin.

## Beruflicher Werdegang
Nach dem Abschluss ihrer juristischen Ausbildung im Jahre 1986 begann Karin Goldmann ihre berufliche Laufbahn als Richterin in Niedersachsen. Sie war dort bei dem Landgericht Oldenburg, dem Amtsgericht Delmenhorst und der Staatsanwaltschaft Oldenburg tätig.
1990 trat sie in die Bremer Justiz ein und war in den folgenden Jahren als Richterin am Amtsgericht Bremen, Landgericht Bremen und Oberlandesgericht Bremen in Zivil- und Strafsachen tätig. Im Jahre 2004 wurde Karin Goldmann Vorsitzende einer Zivilkammer.
Im Oktober 2006 wurde sie Vizepräsidentin am Amtsgericht Bremerhaven. Dort war sie Jugendrichterin und Vorsitzende des Jugendschöffengerichts sowie Vorsitzende Richterin der Großen Strafkammer.
Am 4. Dezember 2007 beschloss der Senat der Freien Hansestadt Bremen auf Vorschlag des Senators für Justiz und Verfassung Ralf Nagel, Karin Goldmann zur Präsidentin des Landgerichts Bremen zu ernennen. Am 29. Februar 2024 ging sie in den Ruhestand.
Auf Vorschlag der CDU wurde die Juristin am 25. September 2019 von der Bremischen Bürgerschaft zum stellvertretenden Mitglied des Staatsgerichtshofs der Freien Hansestadt Bremen gewählt.

## Ämter und Mitgliedschaften
- Vorstandsmitglied des Bremischen Richterbundes[4]

## Privates
Karin Goldmann ist verheiratet und hat ein Kind.